# Rio Negro (rio do Rio de Janeiro)
O rio Negro é um rio brasileiro do estado do Rio de Janeiro. Sua nascente está situada no município de Duas Barras, sendo um dos principais contribuintes do rio Dois Rios, que por sua vez é um dos maiores afluentes da margem direita do rio Paraíba do Sul.